# Equidad social
La equidad social es un concepto que implica preocupaciones de justicia y equidad en la política social. Desde 1960, el concepto de equidad social ha sido utilizado en una variedad de contextos institucionales, incluyendo educación y administración pública.

## Visión general
El concepto de equidad social puede ser rastreado hasta los trabajos de Aristóteles y Platón. Las definiciones de equidad social pueden variar pero todas se centran en los ideales de justicia y equidad. La equidad en sociedades antiguas implica la función de administradores públicos, quiénes son responsables para asegurar que se provean los servicios sociales de forma  equitativa. Esto implica tener en cuenta desigualdades históricas y actuales entre grupos. El concepto de justicia depende del contexto social e histórico.

## En administración pública
La atención a la equidad social en el campo de la administración pública en los Estados Unidos surgió durante 1960, en medio de una creciente conciencia nacional de derechos civiles y desigualdad racial.
La Academia Nacional de Administración Pública define el término como “La administración de todas las  instituciones que sirven al público, directamente o por contrato, correcta, justa y equitativa; la distribución de la implementación de  servicios de política pública correcta, justa y equitativa; y el compromiso para promover equidad y justicia en la formación de política pública.”
En 1968, H. George Frederickson articuló "una teoría de equidad social" y lo presentó como el 'tercer pilar' de la administración pública. A Frederickson le preocupaba que aquellos en la administración pública  cometieran el error de  suponer que él ciudadano A no es el mismo que él ciudadano B; ignorando condiciones sociales y económicas. Su objetivo: que la  equidad social tome el mismo estatus que la economía y eficacia como los valores o los principios a qué administración pública tendrían que adherir."

### Género y sexualidad
La reciente  Administración del expresidente de los Estados Unidos, Barack Obama, ha arrojado luz sobre el tema de la equidad social para los miembros de la comunidad LGBT. De esta comunidad, la administración Obama-Biden nombró a más de 170 profesionales abiertamente LGBT para trabajar a tiempo completo dentro del poder ejecutivo. También ha ordenado al Departamento de Vivienda y Desarrollo Urbano de los Estados Unidos que realice "el primer estudio nacional para determinar el nivel de discriminación que sufren los LGBT en la vivienda". Otros grupos de interés de defensa de los LGBT, como la Campaña de Derechos Humanos, también han trabajado duro para ganar equidad social en el matrimonio y recibir todos los beneficios que vienen con el matrimonio. Otras referencias incluyen: Mitchell, Danielle. "Lectura entre los pasillos: el matrimonio entre personas del mismo sexo como un símbolo conflictivo de equidad social". Tema: The Washington & Jefferson College Review 55. (2007): 89-100. Fuente de Humanidades Web.

### Raza
Dentro del reino de la administración pública, la igualdad racial es un factor importante.  Trata la idea de “igualdad biológica” de todas las razas humanas y “igualdad social para personas de razas diferentes”. Según Jeffrey B. Ferguson, en su artículo “ Libertad, Igualdad, Razas”, las personas de los Estados Unidos creen que la igualdad racial prevalecerá.  

### Religión
En los últimos años,  la equidad social con respecto a la religión ha visto mejoras legales para ayudar y proteger a todas las personas, independientemente de su afiliación religiosa o de la deidad que elijan seguir. De acuerdo con  42 U.S.C. sect. 2000e(j), "la religión se define como todos los aspectos de la observación y la práctica religiosa, así como las creencias, a menos que un empleador demuestre que no puede adaptarse responsablemente a la observación o práctica religiosa de un empleado o un posible empleado sin dificultades especiales para la conducta del negocio del empleador." Esta ley fue promulgada para proteger a los empleados de jefes que practican otra religión y permitirles observar sus prácticas religiosas y celebraciones particulares.

## En desarrollo sostenible
En 1996, el Consejo del Presidente de los Estados Unidos para el Desarrollo Sostenible definió la equidad social como "igualdad de oportunidades, en un ambiente seguro y saludable." La equidad social es el elemento menos definido y menos comprendido de la tríada que es el desarrollo sostenible, pero es integral en la creación de sustentabilidad equilibrando la equidad económica, ambiental y social.

## En educación
Muchas facultades y las universidades consideran el término equidad social como sinónimo con igualdad social.  Los ejemplos incluyen Universidad Shippensburg, Universidad Edinboro, Universidad Slippery Rock de Pensilvania, Universidad Estatal de Programas Públicos de Arizona, Universidad Indiana de Pensilvania y la Universidad Estatal de Carolina del Norte, entre otras. Aun así, esta es una definición errónea y engañosa, porque la equidad y  la igualdad no son términos intercambiables. La igualdad social denota la idea que cada individuo recibe las mismas oportunidades y recursos sin discriminación. La equidad social, aun así, postula que cada persona tendría que tener acceso a la cantidad de oportunidades y recursos que  necesitan específicamente. La distinción entre estos dos términos es importante porque  reconoce que cada persona comienza su vida con un nivel diferente de privilegios, y por lo tanto, no todos tendrá necesidades idénticas, debido a factores como la lengua, el estado socioeconómico, raza, etnia y género. 